# سلسلة العالم لكرة القاعدة 2019
سلسلة العالم لكرة القاعدة 2019 (بالإنجليزية: 2019 World Series)‏ هو الموسم 115 من  سلسلة العالم. أقيم خلال الفترة 22 أكتوبر 2019 وحتى 30 أكتوبر 2019، وأشرف على تنظيمه دوري كرة القاعدة الرئيسي، وفاز فيه واشنطن ناشونالز  بعد أن فاز بـ 4  مباراة.

## نتائج الموسم
| المركز | فريق            | لعب | ف | ت | خ | له | عليه | ف.أ | نقاط | ملاحظة |
| ------ | --------------- | --- | - | - | - | -- | ---- | --- | ---- | ------ |
|        | واشنطن ناشونالز |     | 4 |   |   |    |      |     |      |        |
|        | هيوستن أسترو    |     | 3 |   |   |    |      |     |      |        |

## روابط خارجية
- سلسلة العالم لكرة القاعدة 2019 على موقع IMDb (الإنجليزية)